# Estanislao Suárez Inclán

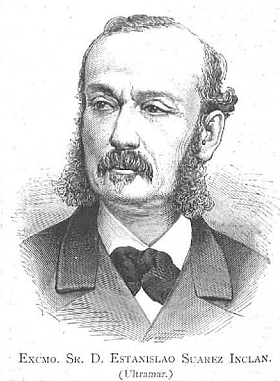
Estanislao Suárez Inclán, en La Ilustración Española y Americana.

Estanislao Suárez Inclán  (Avilés, 7 de mayo de 1822 - Avilés, 19 de septiembre de 1890) fue un político español.  

## Biografía
Estudia Humanidades en Avilés y Filosofía y Derecho en Oviedo. Ejerce después como abogado en su villa natal y en la capital de la provincia, entrando en política como militante del Partido Moderado a partir de 1847.  En ese año es elegido diputado por Oviedo y dos años más tarde diputado por Avilés. A partir de 1854 se afilia a la Unión Liberal. En 1856 es designado Gobernador civil de Canarias. También lo fue de Cuenca y después, en 1865, Subsecretario de Gobernación. Desterrado en 1867 por protestar contra el Gobierno Narváez regresa tras la Gloriosa a España, siendo nombrado director general de Propiedades y Derechos del Estado en 1868.
Ya en la restauración borbónica en España, llegó a ser senador vitalicio a partir de 1880. El 13 de octubre de 1883 es designado ministro de Ultramar, puesto que ocuparía hasta el 31 de diciembre de 1884, entre sus medidas principales estuvo la de suprimir los castigos corporales a los esclavos de Cuba y Puerto Rico.
Su hijo Félix Suárez Inclán también tuvo una alta relevancia política, llegando a parlamentario y desempeñando carteras ministeriales en varias ocasiones.